# Suthiwat Jumnong
Suthiwat Jumnong (* 29. Januar 1997) ist ein thailändischer Fußballspieler.

## Karriere
Suthiwat Jumnong spielte von 2018 bis 2019 beim Thai Honda FC. Wo er vorher gespielt hat, ist unbekannt. Der Verein aus der thailändischen Hauptstadt Bangkok spielte in der zweithöchsten Liga des Landes, der Thai League 2. 2019 absolvierte er ein Zweitligaspiel. Ende 2019 gab Thai Honda bekannt, dass man sich aus dem Ligabetrieb zurückzieht. Seit Anfang 2020 ist er vertrags- und vereinslos.